# Чурашевское сельское общество
Чурашевское сельское общество (1861—1927) — сельское общество, в составе Хормалинской волости Цивильского уезда Казанской губернии Российской империи.

## История
В 1861 году в составе Цивильского уезда была образована Хормалинская волость, которая включила в себя 2 сельских общества: Хом-Яндобинское и Чурашевское. В Чурашевское сельское общество вошли 4 селения: Чурашево — Камаево Поле, Уты — Камаево Поле (Вудоялы), Айбеч — Камаево Поле и Климово.